# Eliot Spitzer
Eliot Laurence Spitzer (født 10. juni 1959) er en tidligere amerikansk politiker for Det demokratiske parti. Efter en karriere som bl.a. offentlig anklager blev han i januar 2007 guvernør i delstaten New York. 
I marts 2008 blev han tvunget til at træde tilbage fra posten, efter at han var blevet afsløret som kunde hos en prostitutionsring. Han blev som guvernør afløst af partifællen, viceguvernør David Paterson.